# Bataille de la Vuelta de Obligado
La bataille de la Vuelta de Obligado ou bataille d'Obligado, qui opposa l'Argentine à une escadre mixte britannique et française, eut lieu le 20 novembre 1845 dans les eaux du fleuve Parana, sur sa rive droite dans le nord de la province de Buenos Aires, à un virage connu sous le nom Vuelta de Obligado où le chenal, en se rétrécissant, provoque des tourbillons.
Lors de cette bataille s’affrontèrent, d’une part, la province de Buenos Aires, dirigée par Juan Manuel de Rosas, qui avait nommé commandant en chef des troupes portègnes le général Lucio Norberto Mansilla, et d’autre part l’escadre franco-britannique, dont l’intervention s’inscrivait plus largement dans le cadre du blocus franco-britannique du Río de la Plata. L’opération militaire conjointe franco-britannique fut justifiée par le prétexte de régler les différends entre Buenos Aires et Montevideo et de pacifier ainsi la région mais poursuivait en réalité le dessein d’établir des relations commerciales directes entre le Royaume-Uni et la France et les provinces de Santa Fe, d’Entre Ríos et de Corrientes sans en passer par les douanes de Buenos Aires ou reconnaître l’autorité de Rosas en qualité de délégué des affaires étrangères pour l’ensemble de la Confédération argentine.
Quoique les forces assaillantes eussent tôt fait de percer le dispositif naval argentin et de culbuter les défenses terrestres, la bataille apporta néanmoins la preuve que des vaisseaux étrangers ne pouvaient naviguer en toute sécurité dans les eaux intérieures argentines à l’encontre de la volonté du gouvernement argentin. L’issue de la bataille contribua aussi à changer les sentiments politiques dans le Cône sud dans le sens d’une allégeance accrue à Rosas et à son gouvernement.

## Bataille
Vers le milieu du XIXe siècle, les États-Unis intervinrent contre le Mexique et annexèrent le Texas, privant ainsi le Royaume-Uni et la France d'une source d’approvisionnement importante, principalement du coton qui y était cultivé.
Les deux nations conclurent alors une alliance pour intervenir militairement en Amérique du Sud afin d’y imposer leurs intérêts commerciaux.
L’intention était d'obliger la libre navigation du Rio de la Plata et de ses affluents (Paraná et Uruguay) et de transformer Montevideo en une base commerciale pour les deux puissances. Le 20 novembre 1845, un convoi commercial de quatre-vingt-dix navires marchands, escortés par cinq navires de guerre français et six britanniques ET équipés d'un armement lourd des plus modernes, remonta le fleuve Paraná en refusant de reconnaître la souveraineté de l'Argentine sur le fleuve.
La principale défense argentine se trouvait dans un coude appelé la « Vuelta de Obligado »au nord de la ville de San Pedro. Là, Juan Manuel de Rosas, gouverneur de la province et le général Mansilla avaient préparé la défense en barrant le Paraná d'une côte à l'autre avec 24 grandes chaloupes et trois lourdes chaînes pour empêcher le passage des bateaux ennemis. Les abords étaient occupés par deux mille hommes retranchés équipés de petits canons répartis le long des côtes. 
Les flottes européennes livrèrent le combat avec leur artillerie très supérieure, et les Argentins furent facilement vaincus. Toutefois, cette victoire resta sans lendemain, puisque la flotte, ne pouvant franchir le barrage, dut faire demi-tour.
Elle établit alors un blocus, qui durera jusqu’au 24 novembre 1849. Les nouvelles des pertes commerciales endurées par le convoi et les récits de la détermination des Argentins furent arrivées jusqu’en Europe, où les détenteurs de bons de dette argentine réclamèrent la fin de l’intervention.
Devant cette situation, les gouvernements européens ordonnèrent la retraite de leurs escadres du Rio de la Plata, qu'elles quittèrent en saluant le pavillon argentin de 21 coups de canon.

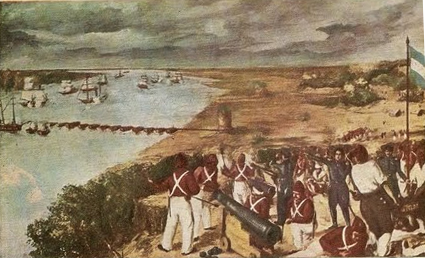
Vue de la bataille et du Paraná barré.

Le conflit se termina en 1849 avec le Royaume-Uni par le traité Arana-Southern et avec la France le 31 août 1850, quand le gouvernement de Napoléon III finit par signer le traité Arana-Le Prédour. 
Cela reconnaissait la navigation sur le Río Paraná comme « une navigation intérieure de la Confédération argentine soumise à ses seules lois et règlements, tout comme sur le fleuve Uruguay à sa frontière orientale ».
Les Argentins considèrent encore qu’ils furent victorieux pour avoir fait reculer l’ennemi et fêtent le 20 novembre comme jour de la « souveraineté nationale » (voir le billet de 20 pesos « combate de la vuelta de obligado »). 
Si la bataille d'Obligado peut être interprétée comme un symbole de la résistance argentine, il n'en demeure pas moins  qu'elle a été une triple victoire de française et britannique. Ce fut une victoire militaire en raison de l'écrasement des forces armées argentines (650 hommes tués, contre moins d'une vingtaine dans les rangs britanniques et français) ; une victoire politique en raison du fait que la victoire militaire et le blocus qui s'ensuivit favorisèrent une rébellion intérieure contre le dictateur argentin Rosas et précipita la chute de ce dernier ; enfin, une victoire commerciale puisque le successeur du dictateur Rosas finit par permettre aux Britanniques et aux Français de commercer sur les fleuves argentins. 
À Paris, à partir de 1868, une rue et une station de métro (au milieu de l'avenue de la Grande-Armée) portèrent le nom d’Obligado « en mémoire de la victoire franco-anglaise ». La rue et la station ont changé de nom le 1er septembre 1947 pour celui d’Argentine  à la suite d'une visite en 1947, d'Eva Perón, la femme du président Juan Perón de l'époque. La France comptait ainsi faire disparaître ces mauvais souvenirs et remercier l'Argentine de l’aide généreuse apportée pendant les premiers temps de la reconstruction de l’après-guerre et la reconstitution des stocks de nourriture.

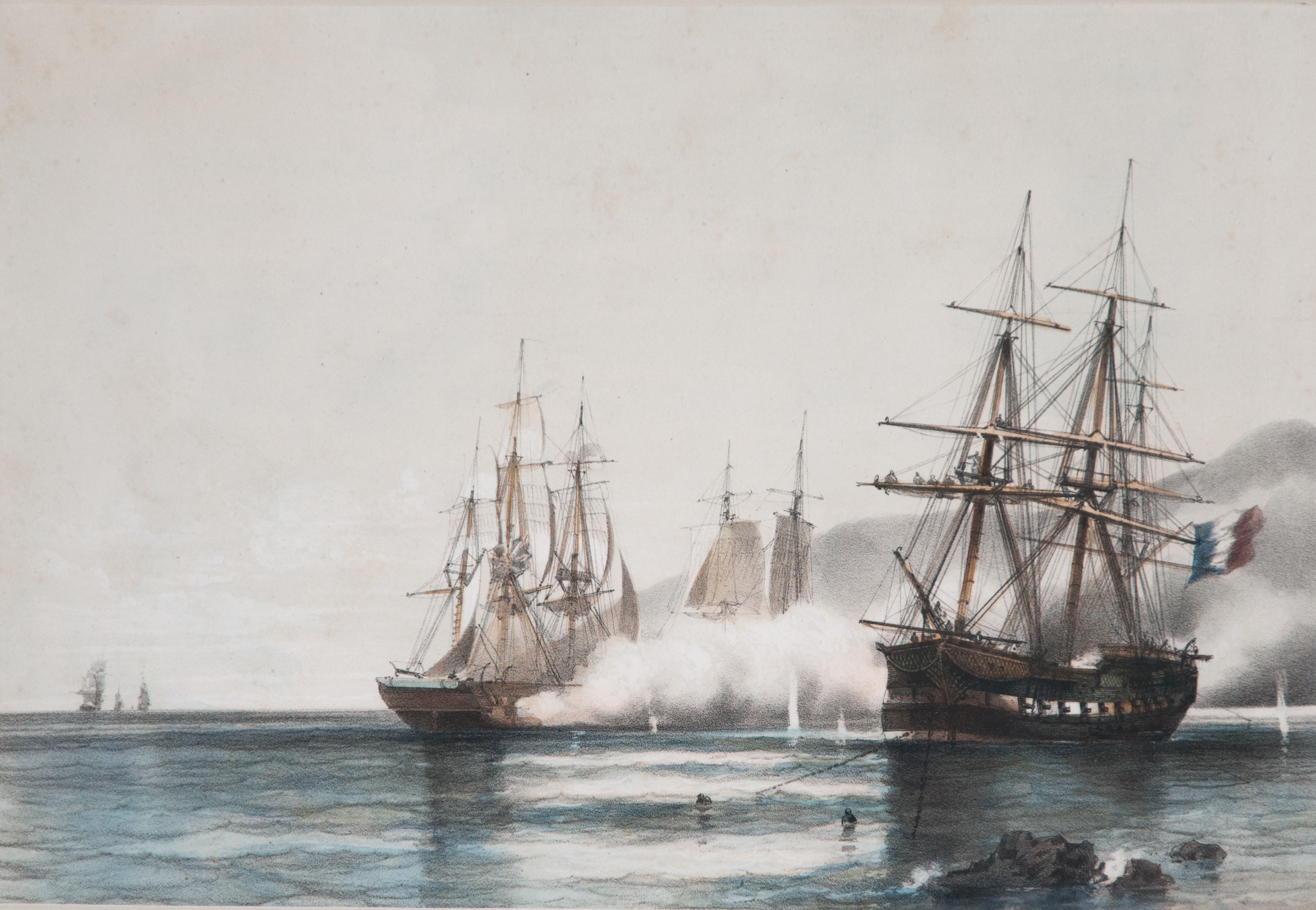
la flotte anglo-française.
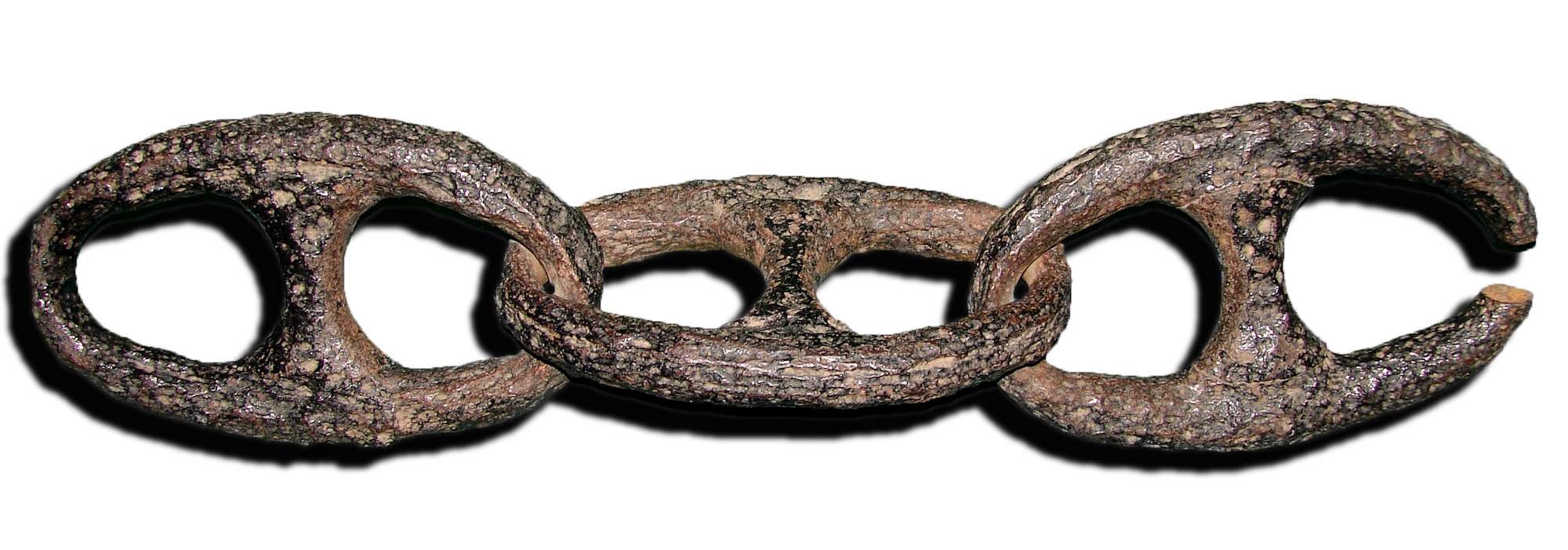
fragment de l'une des chaînes.
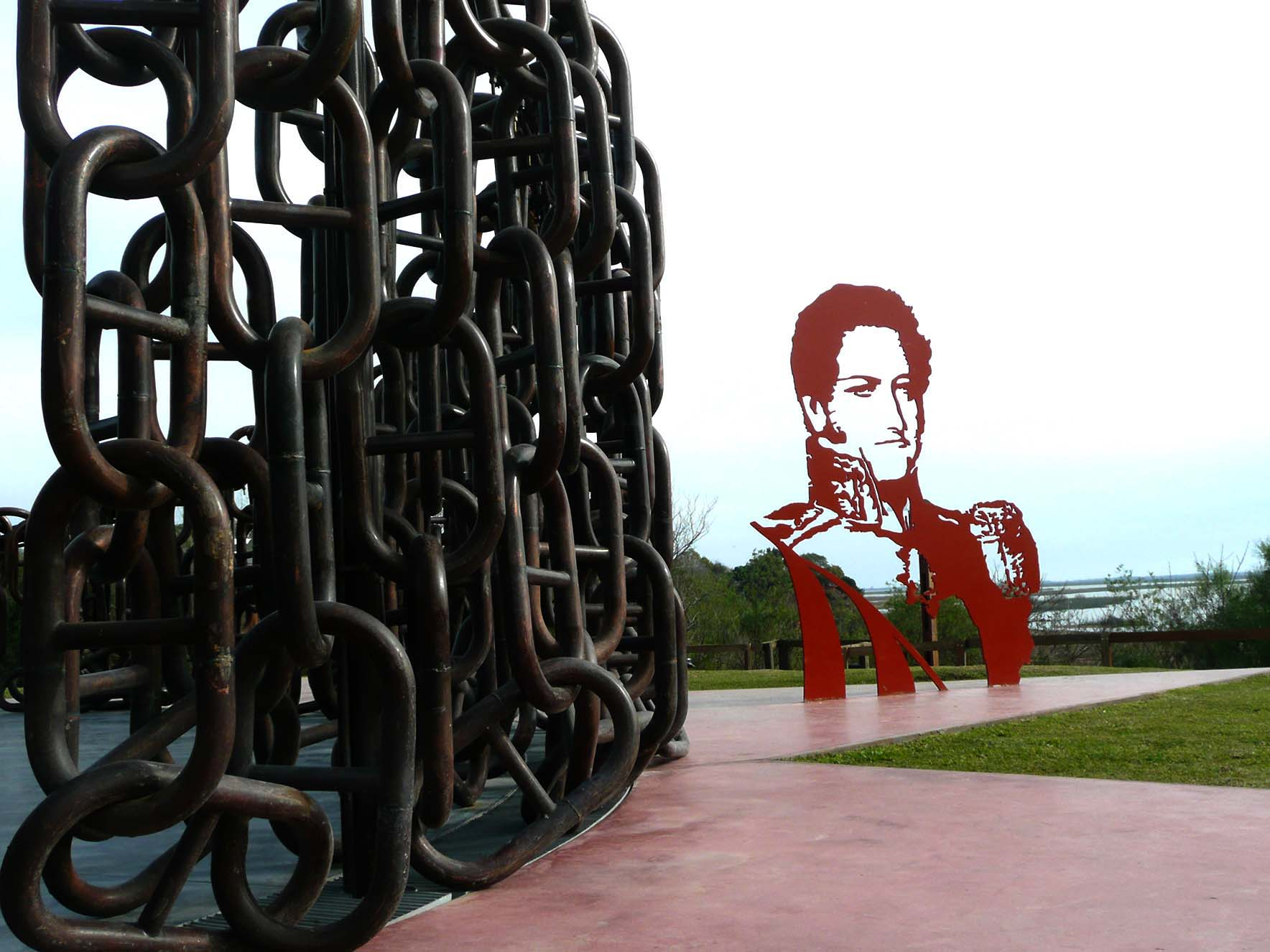
mémorial de la bataille.

## Ordre de bataille franco-britannique
- Escadre britannique :
  - Gorgon, bateau à roues à aubes (6 canons, Capt. Chas. Hotham)
  - Firebrand, bateau à roues à aubes (6 canons, Capt. James Hope)
  - Philomel (8 canons, Commander Bartholomew James Sulivan)
  - Comus (18 canons, Commander Edward Augustus Inglefield)
  - Dolphin (3 canons, Lieut. Reginald Thomas John Levinge)
  - Fanny, goélette (1 canon, Lieut. Astley Cooper Key)
- Escadre française:
  - San Martin (8 canons, Capt. François Thomas Tréhouart)
  - Fulton, bateau à roues à aubes (2 canons, Lieut. Mazères)
  - Expéditive (16 canons, Lieut. Miniac)
  - Pandour (10 canons, Lieut. Duparc)
  - Procida (4 canons, Lieut. de La Rivière)

## Sources
- Jean-David Avenel, L'affaire du Rio de la Plata : 1838-1852, Paris, Économica, coll. « Campagnes & stratégies » (no 26), 1998, 152 p. (ISBN 978-2-717-83673-8)
- Michel Vergé-Franceschi (dir.), Dictionnaire d'Histoire maritime, Paris, éditions Robert Laffont, coll. « Bouquins », 2002, 1508 p. (ISBN 2-221-08751-8 et 2-221-09744-0)
- Étienne Taillemite, Dictionnaire des marins français, Paris, Tallandier, coll. « Dictionnaires », octobre 2002, 537 p. [détail de l’édition] (ISBN 978-2847340082)
- Jean Meyer et Martine Acerra, Histoire de la marine française : des origines à nos jours, Rennes, Ouest-France, 1994, 427 p. [détail de l’édition] (ISBN 2-7373-1129-2, BNF 35734655)
- Rémi Monaque, Une histoire de la marine de guerre française, Paris, éditions Perrin, 2016, 526 p. (ISBN 978-2-262-03715-4)
- Marina Grey, Le général meurt à minuit : l'enlèvement des généraux Koutiépov (1930) et Miller (1937, Paris, Plon, 1981, 254 p. (ISBN 978-2-259-00734-4, OCLC 2259007341)